# Норт Бетлфорд
Норт Бетлфорд (енгл. North Battleford) је град у централном делу канадске провинције Саскачеван. Град лежи на левој обали реке Северни Саскачеван, на око 5 км узводно од ушћа реке Бетл. На десној обали реке насупрот Северног Бетлфорда налази се варошица Бетлфорд. Од града Саскатуна удаљен је 132 км северозападно, док се административни центар провинције град Реџајна налази на око 360 км југоисточно.
Кроз град пролази деоница трансканадског аутопута, те деоница магистралног друма број 4. Око 3 км источно од града налази се и мањи аеродром.
У граду је у 2011. живело 13.888 становника.

## Историја
Пре доласка европских колонизатора ово подручје су насељавали припадници разних првих народа (Блекфут и Кри). Од Европљана у ово подручје први продиру француски трговци крзнима који су низводно од ушћа реке Бетл основали утврђење Форт Монтењ д'Егл (фр. Fort Montaigne d'Aigle). Међутим због честих сукоба између трговаца крзнима и локалних племена утврђење је напуштрено свега годину дана касније.
Ново стално насеље основано је тек 1875. и то на десној обали Северног Саскачевана и служило је као главни административни центар Северозападне територије у периоду 1876—1883. Проласком железничке пруге ка Едмонтону левом обалом реке 1905. и насеље се шири у том правцу. Већ 1906. Северни Бетлфорд добија статус села, 1907. варошице, а од 1913. има и статус града (тада је у њему живело преко 5.000 житеља). Развој града је стагнирао све до 60их година када је број становника почео нагло да расте, а сам град постао важно привредно средиште у том делу Саскачевана.

## Демографија
Према резултатима пописа становништва из 2011. у граду је живело 13.888 становника у укупно 6.195 домаћинстава, што је раст од 5,3% у односу на 13.190 житеља колико је регистровано приликом пописа 2006. године. На истом попису у граду је регистровано 75 припадника српске заједнице
У широј агломерацији која обухвата територију од 1.122 км² на попису 2011. регистровано је укупно 19.216 становника.
Током прве деценије 21. века у град се доселила значајнија популација Панонских Русина, углавном из Војводине.
| 2001.  | 2006.  | 2011.  |
| ------ | ------ | ------ |
| 13,692 | 13,190 | 13,888 |